# Maldive ai Giochi olimpici
Le Maldive hanno partecipato per la prima volta ai Giochi olimpici nel 1988.
Gli atleti maldiviani non hanno mai vinto medaglie ai Giochi olimpici estivi e non hanno mai partecipato ai Giochi olimpici invernali.
Il Comitato Olimpico Maldiviano venne creato e riconosciuto dal CIO nel 1985.

## Medaglieri

### Medaglie alle Olimpiadi estive
| Giochi              | Oro | Argento | Bronzo | Totale |
| ------------------- | --- | ------- | ------ | ------ |
| 1988 Seul           | 0   | 0       | 0      | 0      |
| 1992 Barcellona     | 0   | 0       | 0      | 0      |
| 1996 Atlanta        | 0   | 0       | 0      | 0      |
| 2000 Sydney         | 0   | 0       | 0      | 0      |
| 2004 Atene          | 0   | 0       | 0      | 0      |
| 2008 Pechino        | 0   | 0       | 0      | 0      |
| 2012 Londra         | 0   | 0       | 0      | 0      |
| 2016 Rio de Janeiro | 0   | 0       | 0      | 0      |
| 2020 Tokyo          | 0   | 0       | 0      | 0      |
| 2024 Parigi         | 0   | 0       | 0      | 0      |
| Totale              | 0   | 0       | 0      | 0      |